# Yazid ibn Abi Sufyan
Yazīd ibn Abī Sufyān (La Mecca, ... – Emmaus, 639) è stato un generale arabo figlio maggiore di Abū Sufyān b. Ḥarb, a lungo il più potente avversario del profeta islamico Maometto fino alla sua conversione, unitamente ai due figli Yazīd e Muʿāwiya, nella notte prima della definitiva resa della Mecca nel 630.
Fu così immediatamente incluso dal profeta nell'élite che era chiamata a governare con lui la Umma islamica, creata a seguito dell'Egira a Medina del 622.
Partecipò alla battaglia di Hunayn ma fu durante il califfato di Abū Bakr e di ʿUmar ibn al-Khaṭṭāb che la sua personalità ebbe modo di mettersi appieno in luce.
Incaricato di guidare il corpo di spedizione militare in Siria, Yazīd (che si era portato come alfiere il fratello Muʿāwiya) si illustrò in numerosi fatti d'arme, espugnando tra l'altro la piazzaforte di Philadelphia (oggi ʿAmmān), tanto da meritarsi da parte di ʿUmar la nomina a governatore (wālī) della Siria già bizantina.
Ad Emmaus (ʿAmwās) contrasse però la peste e morì nel 639, si dice affrontando la morte a mo' di un martire (shahīd), guadagnandosi il soprannome di Yazid al-Khayr, "Yazid il Migliore". Il califfo nominò allora al suo posto il fratello consanguineo che, 20 anni dopo, contenderà il potere al quarto califfo, ʿAlī ibn Abī Ṭālib, riuscendo a realizzare le sue ambizioni alla morte di quello nel 661.